# Targionia porifera
Targionia porifera är en insektsart som först beskrevs av Borchsenius 1949.  Targionia porifera ingår i släktet Targionia och familjen pansarsköldlöss. Inga underarter finns listade i Catalogue of Life.